# Provincia de Matabelelandia Septentrional
Matabelelandia Septentrional es una provincia de Zimbabue. Tiene una superficie de 75.025 km² y una población de aproximadamente 749 017 habitantes (2012). Su capital es la ciudad de Lupane.

## Geografía
La región de Matabelelandia, de la cual Matabelelandia Septentrional es parte, se caracteriza por terrenos inhóspitos en comparación con otras partes de Zimbabue. Tiene precipitaciones inferiores a provincias como Mashonalandia, y sufre sequías en general. La tierra es menos fértil que otras provincias, los cultivos comerciales no se pueden cultivar y los campesinos por lo general no pueden producir suficiente maíz para alimentar a sus familias. Sin embargo, durante la época colonial, un gran número de establecimientos ganaderos se formaron y la cría de ganado ha demostrado ser más exitosa que la producción de cultivos en la provincia. La parte alta de la corriente del río Nata través de Matabelelandia Septentrional antes de entrar en Botsuana para descargar en los Salares de Makgadikgadi. 
La región tiene una cantidad significativa de recursos como el oro, la piedra caliza, el gas metano, el carbón, y la madera. Como se ve en el parque nacional Hwange, el mayor coto de caza del Zimbabue, la zona también es conocida por su gran población de vida silvestre. Sin embargo, la característica más famosa geográfica de Matebeleland Septentrional son las Cataratas Victoria, las cascadas más grandes que se encuentran en el río Zambeze, en la frontera norte de la provincia.
- Datos: Q456562
- Multimedia: Matabeleland North / Q456562